# Miss America 2013
A 92ª edição do concurso Miss América foi realizada no PH Live, em Las Vegas, Nevada, em 12 de janeiro de 2013. Laura Kaeppeler, do Wisconsin, coroou sua sucessora Mallory Hagan, de Nova York. Todos os 50 Estados, mais o Distrito de Columbia, Porto Rico e Ilhas Virgens Americanas, competiram no certame, transmitido pela ABC para o território americano. O concurso foi transmitido simultaneamente pela ESPN Radio pela primeira vez.

## Resultados

### Classificação
| Resultado Final   | Candidata |
| ----------------- | --- |
| Miss America 2013 | - Nova York – Mallory Hagan |
| 2ª colocada       | - Carolina do Sul – Ali Rogers |
| 3ª colocada       | - Oklahoma – Alicia Clifton |
| 4ª colocada       | - Wyoming – Lexie Madden |
| 5ª colocada       | - Iowa – Mariah Cary |
| Top 10            | - Illinois – Megan Ervin - Maryland – Joanna Guy - Tennessee – Chandler Lawson - Texas – DaNae Couch - Washington – Mandy Schendel** |
| Top 12            | - Alabama – Anna Laura Bryan - Indiana – MerrieBeth Cox                                                                              |
| Top 16            | - Flórida – Laura McKeeman - Kentucky – Jessica Casebolt - Montana – Alexis Wineman* - Utah – Kara Arnold                            |

Notas:
* -- Escolha do público
** -- Salva pelos jurados para disputar a etapa final.

## Premiações

### Premiações Preliminares
| Premiação           | Candidata                                                                               |
| ------------------- | --------------------------------------------------------------------------------------- |
| Lifestyle & Fitness | - Carolina do Sul – Ali Rogers - Illinois - Megan Ervin - Washington - Mandy Schendel   |
| Talento             | - Oklahoma – Alicia Clifton - Maryland - Joanna Guy - Dacota do Norte - Rosie Sauvageau |

## Candidatas
| Estado                   | Nome                | Cidade             | Idade | Talento                       | Classificação     | Premiações especiais | Notas |
| ------------------------ | ------------------- | ------------------ | ----- | ----------------------------- | ----------------- | -------------------- | --- |
| Alabama                  | Anna Laura Bryan    | Decatur            | 23    | Vocal                         | Top 12            |                      | |
| Alasca                   | Debbe Eben          | Chugiak            | 23    | Piano                         |                   |                      | |
| Arizona                  | Piper Stoeckel      | Prescott           | 23    | Dança                         |                   |                      | |
| Arcansas                 | Sloane Roberts      | Rison              | 19    | Sapateado                     |                   |                      | Foi Miss Arkansas's Outstanding Teen 2008; 3ª colocada no Miss America's Outstanding Teen, prêmios preliminares de talento e trajes de gala em 2008                |
| Califórnia               | Leah Cecil          | Garden Grove       | 22    | Harpa Clássica                |                   |                      | Candidata no National Sweetheart 2011 |
| Colorado                 | Hannah Porter       | Denver             | 24    | Sapateado                     |                   |                      | Top 10 no National Sweetheart 2011 |
| Connecticut              | Emily Audibert      | Wolcott            | 21    | Dança lírica                  |                   |                      | |
| Delaware                 | Alyssa Murray       | Selbyville         | 20    | Dança Jazz                    |                   |                      | Anteriormente Delaware's Junior Miss 2010 |
| Distrito de Columbia     | Allyn Rose          | Washington D.C     | 24    | Roller Skate artístico        |                   |                      | Anteriormente Miss Maryland USA 2011 e Top 8 no Miss USA 2011 |
| Flórida                  | Laura McKeeman      | St. Petersburg     | 24    | Ballet en Pointe              | Top 16            |                      | Miss Pinellas County 2012, Miss St. Petersburg 2011, Miss Suncoast 2010 e repórter de campo do Tampa Bay Rays e do futebol americano universitário da Fox Sports   |
| Geórgia                  | Leighton Jordan     | Suwanee            | 20    | Ballet en Pointe              |                   |                      | |
| Havaí                    | Skyler Kamaka       | Kaneohe            | 21    | Hula                          |                   |                      | |
| Idaho                    | Whitney Wood        | Idaho Falls        | 19    | Piano                         |                   |                      | |
| Illinois                 | Megan Ervin         | Quincy             | 23    | Dança contemporânea           | Top 10            |                      | |
| Indiana                  | MerrieBeth Cox      | Roselle, IL        | 22    | Baliza de banda para fanfarra | Top 12            |                      | Anteriormente Miss Illinois's Outstanding Teen 2007; atualmente é Purdue University's Golden Girl                                                                  |
| Iowa                     | Mariah Cary         | Muscatine          | 20    | Sapateado                     | 5ª colocada       |                      | Anteriormente Little Miss Iowa e Junior Miss Iowa |
| Cansas                   | Sloane Lewis        | Norwich            | 21    | Piano                         |                   |                      | |
| Kentucky                 | Jessica Casebolt    | Pikeville          | 20    | Vocal                         | Top 16            |                      | |
| Louisiana                | Lauren Vizza        | Shreveport         | 22    | Dança                         |                   |                      | |
| Maine                    | Molly Bouchard      | Caribou            | 21    | Vocal clássico                |                   |                      | Anteriormente Maine's Junior Miss 2008 |
| Maryland                 | Joanna Guy          | Swanton            | 21    | Vocal                         | Top 10            |                      | Anteriormente Miss Maryland's Outstanding Teen 2008; Prêmio Preliminar de Esportes, Prêmio de Vida Acadêmica e 4ª colocada no Miss America's Outstanding Teen 2008 |
| Massachusetts            | Taylor Kinzler      | Lakeville          | 20    | Vocal                         |                   |                      | Anteriormente Miss Massachusetts's Outstanding Teen 2008; Competidora no National Sweetheart 2010                                                                  |
| Michigan                 | Angela Venditti     | Shelby Township    | 24    | Sapateado                     |                   |                      | |
| Minnesota                | Siri Freeh          | Lake Park          | 23    | Dança lírica                  |                   |                      | |
| Mississippi              | Marie Wicks         | Ocean Springs      | 23    | Piano                         |                   |                      | |
| Missouri                 | Tippe Emmott        | Branson            | 22    | Ballet en Pointe              |                   |                      | 2ª colocada no National Sweetheart 2011 |
| Montana                  | Alexis Wineman      | Cut Bank           | 18    | Monólogo cômico               | Top 16            |                      | Primeira candidata diadgnosticada com autismo. |
| Nebrasca                 | Mariah Cook         | Chadron            | 23    | Piano                         |                   |                      | |
| Nevada                   | Randi Sundquist     | Elko               | 23    | Jazz contemporâneo            |                   |                      | |
| Nova Hampshire           | Megan Lyman         | Gilford            | 21    | Sapateado                     |                   |                      | Anteriormente Miss New Hampshire's Outstanding Teen 2008; Candidata no National Sweetheart 2010                                                                    |
| Nova Jérsei              | Lindsey Petrosh     | Egg Harbor City    | 23    | Vocal                         |                   |                      | Anteriormente Miss New Jersey's Outstanding Teen 2006 |
| Novo México              | Candice Bennatt     | Reidoso            | 23    | Jazz contemporâneo            |                   |                      | |
| Nova York                | Mallory Hagan       | Brooklyn           | 23    | Sapateado                     | Miss America 2013 |                      | |
| Carolina do Norte        | Arlie Honeycutt     | Garner             | 20    | Vocal                         |                   |                      | |
| Dacota do Norte          | Rosie Sauvageau     | Fargo              | 24    | Vocal e Piano                 |                   |                      | |
| Ohio                     | Elissa McCracken    | Waynesburg, PA     | 21    | Piano                         |                   |                      | |
| Oklahoma                 | Alicia Clifton      | Oklahoma City      | 21    | Sapateado                     | 3ª colocada       |                      | Previously Miss Oklahoma's Outstanding Teen 2008; Top 10 at Miss America's Outstanding Teen 2008                                                                   |
| Oregon                   | Nichole Mead        | Newport            | 24    | Dança Contemporânea           |                   |                      | Candidata no National Sweetheart 2011 |
| Pensilvânia              | Jordyn Colao        | Millcreek Township | 22    | Sapateado                     |                   |                      | |
| Porto Rico               | Kiaraliz Medina     | Moca, Puerto Rico  | 19    | Dança flamenca                |                   |                      | |
| Rhode Island             | Kelsey Fournier     | Pawtucket          | 23    | Dança Jazz                    |                   |                      | Cheerleader do New England Patriots |
| Carolina do Sul          | Ali Rogers          | Laurens            | 20    | Piano                         | 2ª colocada       |                      | Anteriormente Miss South Carolina's Outstanding Teen 2009; Top 10 no Miss America's Outstanding Teen 2009                                                          |
| Dacota do Sul            | Calista Kirby       | Brookings          | 24    | Tumbling                      |                   |                      | Candidata no National Sweetheart 2011 |
| Tennessee                | Chandler Lawson     | Chattanooga        | 22    | Vocal                         | Top 10            |                      | Candidata no National Sweetheart 2011, anteriormente Tennessee's Junior Miss 2008                                                                                  |
| Texas                    | DaNae Couch         | Coppell            | 24    | Twirling                      | Top 10            |                      | |
| Utah                     | Kara Arnold         | Bountiful          | 22    | Piano                         | Top 16            |                      | Anteriormente Miss Davis County 2012 |
| Vermont                  | Chelsea Ingram      | St. Johnsbury      | 23    | Ópera                         |                   |                      | |
| Ilhas Virgens Americanas | Aniska Tonge        | St. Thomas         | 21    | Vocal                         |                   |                      | |
| Virgínia                 | Rosemary Willis     | Chesapeake         | 21    | Vocal                         |                   |                      | |
| Washington               | Mandy Schendel      | Newcastle          | 22    | Vocal                         | Top 10            |                      | Anteriormente Miss Washington Teen USA 2008 |
| West Virginia            | Kaitlin Gates       | Bridgeport         | 20    | Vocal                         |                   |                      | Anteriormente Miss West Virginia's Outstanding Teen 2006 |
| Wisconsin                | Kathryn Bess Gorman | Onalaska           | 23    | Vocal                         |                   |                      | |
| Wyoming                  | Lexie Madden        | Torrington         | 21    | Piano                         | 4ª colocada       |                      | Anteriormente Wyoming's Junior Miss 2009 |

## Substituições
- Miss Oregon - Nichole Mead era originalmente a segunda colocada, mas depois foi coroada Miss Oregon 2012 em substituição a vencedora original Rachel Berry, que renunciou após problemas sobre sua cidade de residência.